# NGC 424
NGC 424 (другие обозначения — ESO 296-4, MCG −6-3-26, AM 0109-382, PGC 4274) — сейфертовская галактика второго типа в созвездии Скульптор.
Этот объект входит в число перечисленных в оригинальной редакции «Нового общего каталога».